# Iași Open 2021 - Doppio maschile
Rafael Matos e João Menezes erano i campioni in carica, ma hanno deciso di non difendere il loro titolo in questa edizione. Matos ha preso parte al torneo ATP di Båstad.
In finale Orlando Luz / Felipe Meligeni Alves hanno sconfitto Hernán Casanova / Roberto Ortega Olmedo con il punteggio di 6-4, 6-4.

## Teste di serie
1. Orlando Luz /  Felipe Meligeni Alves (campioni)
2. Jonathan Eysseric /  Zdeněk Kolář (quarti di finale)

1. Enzo Couacaud /  Hugo Gaston (quarti di finale, ritirati)
2. Riccardo Bonadio /  Lucas Miedler (quarti di finale)

## Wildcard
1. Mihai Alexandru Coman /  Vlad Andrei Dancu (primo turno)
2. Cezar Crețu /  Dan Alexandru Tomescu (semifinale)

1. Marius Copil /  Alexandru Jecan (primo turno)

## Tabellone

### Legenda
| - Q = Qualificato - WC = Wild card - LL = Lucky loser | - ALT = Alternate - SE = Special Exempt - PR = Protected Ranking | - w/o = Walkover - r = Ritirato - d = Squalificato |

|  | Primo turno                | Primo turno                | Primo turno                | Primo turno | Primo turno |  |  | Quarti di finale | Quarti di finale           | Quarti di finale       | Quarti di finale           | Quarti di finale   |   |      | Semifinali | Semifinali                        | Semifinali                        | Semifinali                            | Semifinali                            |   |   | Finale | Finale | Finale | Finale | Finale |  |
|  |                            |                            |                            |             |             |  |  |                  |                            |                        |                            |                    |   |      |            |                                   |                                   |                                       |                                       |   |   |        |        |        |        |        |  |
|  | 1                          | O Luz F Meligeni Alves     | O Luz F Meligeni Alves     | 6           | 7           |  |  |                  |                            |                        |                            |                    |   |      |            |                                   |                                   |                                       |                                       |   |   |        |        |        |        |        |  |
|  |                            | M Janvier M Martineau      | M Janvier M Martineau      | 2           | 64          |  |  | 1                | O Luz F Meligeni Alves     | O Luz F Meligeni Alves | 6                          | 6                  |   |      |            |                                   |                                   |                                       |                                       |   |   |        |        |        |        |        |  |
|  | WC                         | MA Coman VA Dancu          | MA Coman VA Dancu          | 1           | 64          |  |  |                  | D Ajduković N Fatić        | D Ajduković N Fatić    | 2                          | 4                  |   |      |            |                                   |                                   |                                       |                                       |   |   |        |        |        |        |        |  |
|  |                            | D Ajduković N Fatić        | D Ajduković N Fatić        | 6           | 7           |  |  |                  |                            |                        |                            |                    |   |      | 1          | O Luz F Meligeni Alves            | O Luz F Meligeni Alves            | 6                                     | 7                                     |   |   |        |        |        |        |        |  |
|  | 3                          | E Couacaud H Gaston        | E Couacaud H Gaston        | 6           | 7           |  |  |                  |                            | WC                     | C Crețu DA Tomescu         | C Crețu DA Tomescu | 2 | 63   |            |                                   |                                   |                                       |                                       |   |   |        |        |        |        |        |  |
|  |                            | A González A Müller        | A González A Müller        | 3           | 5           |  |  | 3                | E Couacaud H Gaston        | E Couacaud H Gaston    | E Couacaud H Gaston        |                    |   |      |            |                                   |                                   |                                       |                                       |   |   |        |        |        |        |        |  |
|  |                            | ND Ionel S Paloși          | ND Ionel S Paloși          | 4           | 65          |  |  | WC               | C Crețu DA Tomescu         | C Crețu DA Tomescu     | C Crețu DA Tomescu         | w/o                |   |      |            |                                   |                                   |                                       |                                       |   |   |        |        |        |        |        |  |
|  | WC                         | C Crețu DA Tomescu         | C Crețu DA Tomescu         | 6           | 7           |  |  |                  |                            |                        |                            |                    |   |      | 1          | Orlando Luz Felipe Meligeni Alves | Orlando Luz Felipe Meligeni Alves | 6                                     | 6                                     |   |   |        |        |        |        |        |  |
|  | B Bobrov T Gabašvili       | B Bobrov T Gabašvili       | B Bobrov T Gabašvili       | 6           | 6           |  |  |                  |                            |                        |                            |                    |   |      |            |                                   |                                   | Hernán Casanova Roberto Ortega Olmedo | Hernán Casanova Roberto Ortega Olmedo | 4 | 4 |        |        |        |        |        |  |
|  | U Ihnacik D Poljak         | U Ihnacik D Poljak         | U Ihnacik D Poljak         | 3           | 2           |  |  |                  | B Bobrov T Gabašvili       | 64                     | 6                          | [7]                |   |      |            |                                   |                                   |                                       |                                       |   |   |        |        |        |        |        |  |
|  | WC                         | M Copil A Jecan            | M Copil A Jecan            | 5           | 64          |  |  | 4                | R Bonadio L Miedler        | 7                      | 2                          | [10]               |   |      |            |                                   |                                   |                                       |                                       |   |   |        |        |        |        |        |  |
|  | 4                          | R Bonadio L Miedler        | R Bonadio L Miedler        | 7           | 7           |  |  |                  |                            |                        |                            |                    |   |      | 4          | R Bonadio L Miedler               | 7                                 | 6(0)                                  | 5                                     |   |   |        |        |        |        |        |  |
|  | H Casanova R Ortega Olmedo | H Casanova R Ortega Olmedo | H Casanova R Ortega Olmedo | 6           | 6           |  |  |                  |                            |                        | H Casanova R Ortega Olmedo | 5                  | 7 | [10] |            |                                   |                                   |                                       |                                       |   |   |        |        |        |        |        |  |
|  | P Krstin M Zekić           | P Krstin M Zekić           | P Krstin M Zekić           | 0           | 4           |  |  |                  | H Casanova R Ortega Olmedo | 6                      | 3                          | [10]               |   |      |            |                                   |                                   |                                       |                                       |   |   |        |        |        |        |        |  |
|  |                            | VV Cornea FC Jianu         | 6                          | 4           | [6]         |  |  | 2                | J Eysseric Z Kolář         | 3                      | 6                          | [7]                |   |      |            |                                   |                                   |                                       |                                       |   |   |        |        |        |        |        |  |
|  | 2                          | J Eysseric Z Kolář         | 4                          | 6           | [10]        |  |  |                  |                            |                        |                            |                    |   |      |            |                                   |                                   |                                       |                                       |   |   |        |        |        |        |        |  |